# Rzym
Rzymⓘ (wł. Roma, łac. Roma) – stolica i największe miasto Włoch, położone w środkowej części kraju nad rzeką Tyber i Morzem Śródziemnym, zarazem stolica regionu administracyjno-historycznego Lacjum (Lazio).
Centrum administracyjne (wł. comune speciale) ma powierzchnię 1287 km² i liczbę ludności 2 825 661, będąc trzecim co do wielkości miastem Unii Europejskiej. Miasto Stołeczne Rzym ma 4 331 856 mieszkańców.
Rzym od starożytności znany jest jako Wieczne Miasto (łac. Roma Aeterna), a także „stolica świata” (łac. caput mundi – dosłownie „głowa świata”).
Rzym jest metropolią o znaczeniu globalnym, a także dużym węzłem komunikacyjnym z jednym z największych międzynarodowych portów lotniczych w Europie, który obsługuje ponad 38 milionów pasażerów rocznie, rozbudowaną siecią autostrad i linii kolei dużych prędkości. Światowy ośrodek turystyczny z bardzo bogatymi zabytkami starożytności i średniowiecza (kościoły, bazyliki, Koloseum, pałace, akwedukty, fontanny i wiele innych budowli), niezwykle bogate muzea, nowoczesne osiedla mieszkaniowe na przedmieściach. W 1960 roku organizował Letnie Igrzyska Olimpijskie. W 2017 roku Rzym odwiedziło 9,5 mln turystów w ciągu roku. Znajdują się tu siedziby dwóch organizacji ONZ: organizacji do spraw Wyżywienia i Rolnictwa oraz Międzynarodowego Funduszu Rozwoju Rolnictwa.
W granicach Rzymu, na prawym brzegu Tybru, leży miasto-państwo Watykan (łac. Status Civitatis Vaticanæ), będący enklawą na terytorium państwowym Włoch.

## Historia

### Historia miasta w starożytności
Rzym powstał w epoce żelaza, jako osada Latynów, usytuowana na szczycie Palatynu. Jego mieszkańcy byli prostymi pasterzami owiec (około 800–750 p.n.e.). Z czasem zajęli się rzemiosłem i handlem z sąsiadami (bogactwo Rzymu pochodziło ze sprzedaży soli pozyskiwanej w salinach u ujścia Tybru). Ludności zaczęło przybywać i zasiedlono Eskwilin i Kapitol. Według tradycji, przekazanej przez Liwiusza, Rzym założył Romulus 21 kwietnia 753 p.n.e. i został jego pierwszym królem. Od tej daty liczona była historia miasta – „Ab urbe condita” lub A.U.C. (od założenia miasta, zobacz też kalendarz rzymski). Jak podaje Gajusz Juliusz Solinus, zdaniem niektórych starożytnych historyków pierwszym, który użył nazwy Roma, był Ewander.
Wedle legendy wkrótce po założeniu miasta Rzymianie z powodu braku kobiet w mieście postanowili je zdobyć, napadając osadę sąsiednich Sabinów, położoną na wzgórzu Kwirynale. Zuchwały plan porwania Sabinek powiódł się. Gdy Sabinowie próbowali odbić kobiety, te namówiły ich do zawarcia rozejmu, a potem sojuszu z Rzymianami (zobacz: porwanie Sabinek). W rzeczywistości między Rzymianami i Sabinami faktycznie musiało dojść do unii około połowy VIII w. p.n.e.
Po śmierci Romulusa w Rzymie panowało kolejno sześciu królów. Tradycja podaje, że byli to: Numa Pompiliusz, Tullus Hostiliusz, Ankus Marcjusz, Tarkwiniusz Stary, Serwiusz Tuliusz i Tarkwiniusz Pyszny.

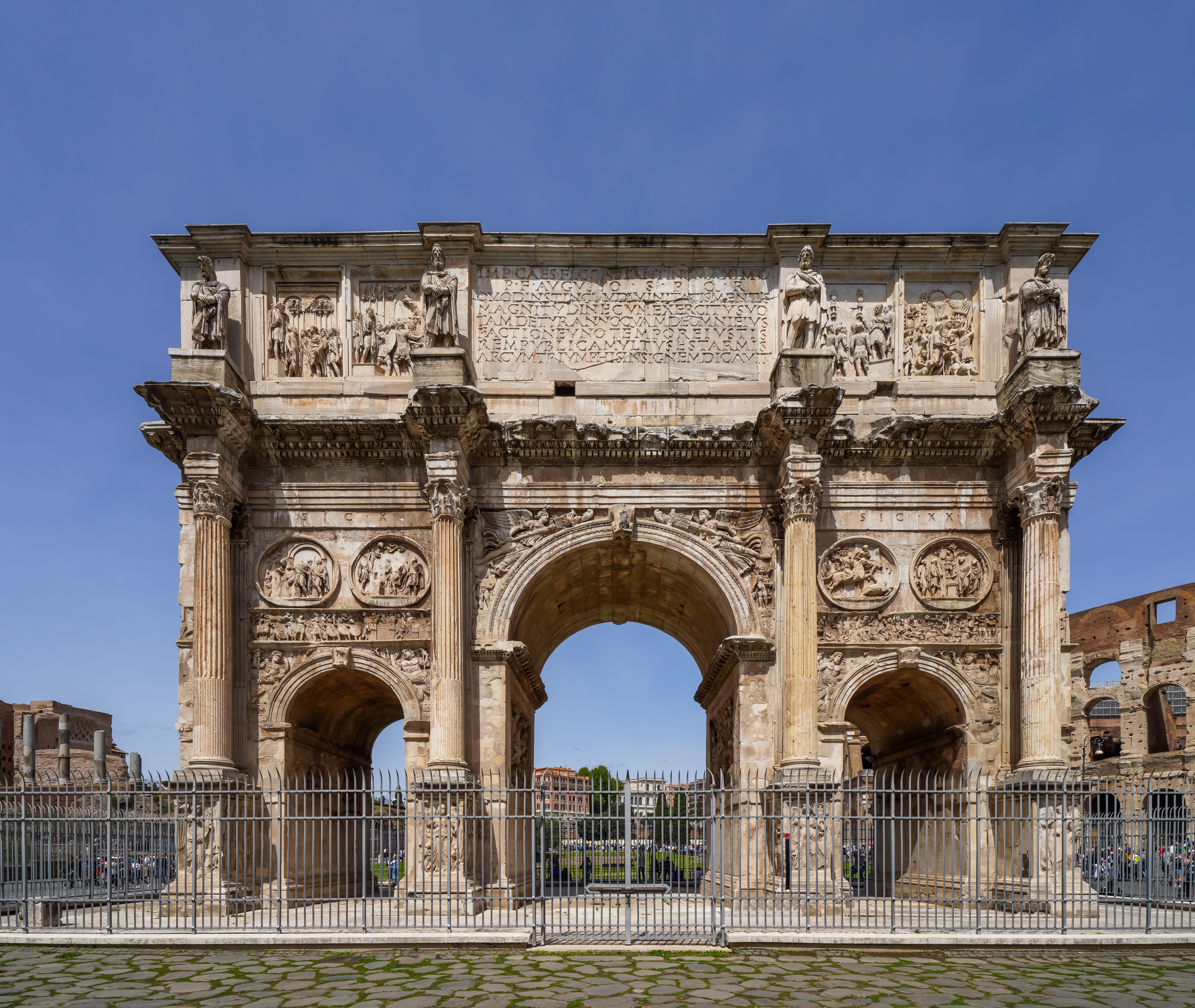
Łuk triumfalny Konstantyna Wielkiego

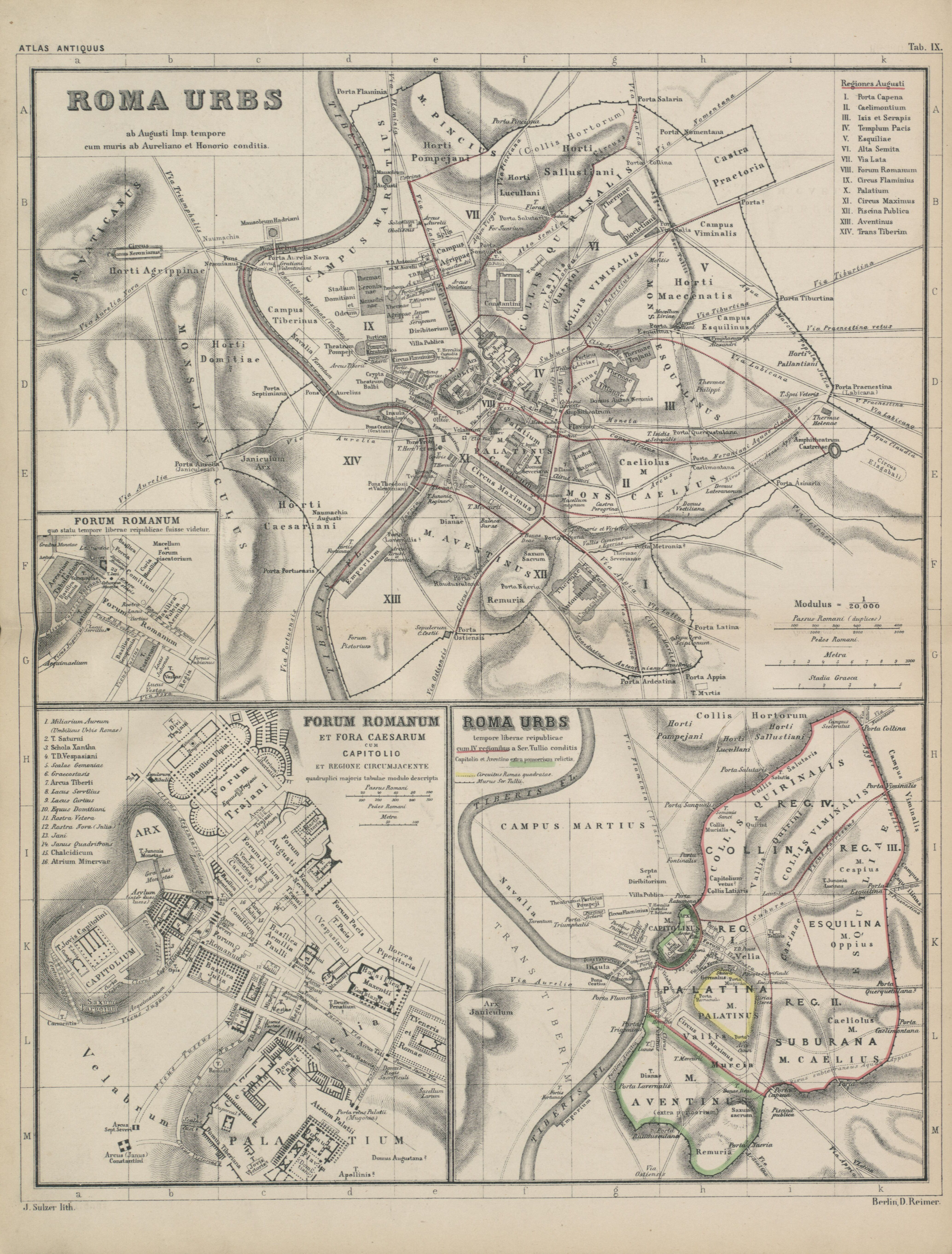
Mapa Rzymu pochodząca z 1870 r. (miejsce przechowywania: Archiwum Państwowe w Poznaniu).

Numa Pompiliusz (około 715–673 p.n.e.) w czasie swego panowania miał wprowadzić m.in. kult Westy, a Ankus Marcjusz (642–617 p.n.e.) rozszerzył terytorium Rzymu aż do wybrzeży Morza Tyrreńskiego. Tradycja wydaje się jednak nieprawdziwa, gdyż siedmiu królów stanowiących w rzeczywistości sześć pokoleń (Tarkwiniusz Pyszny był synem Tarkwiniusza Starego) panowało przez ok. 225 lat. Społeczeństwo w tym czasie dzieliło się na dwie podstawowe grupy: patrycjuszy, należących do arystokracji i plebejuszy, którzy byli wolnymi obywatelami, ale nie mieli prawa do współudziału w administrowaniu miastem.
Patrycjusze byli prawdopodobnie potomkami Latynów, nazywano ich (łac.) patres. Tworzyli wspólnotę etniczną i religijną, to znaczy byli zorganizowani w szczepy (łac. gentes), które brały udział w tych samych kultach, a ich dzieci żeniły się i handlowały między sobą. Plebejusze natomiast pochodzili prawdopodobnie od Sabinów lub też był to element napływowy. Między patrycjuszami i plebejuszami mogły zachodzić relacje tylko jednego typu – klientelistycznego, co znaczyło, że plebejusz zostawał klientem, podporządkowując się którejś z rodzin patrycjuszowskich i w zamian otrzymywał protekcję prawną i ekonomiczną.

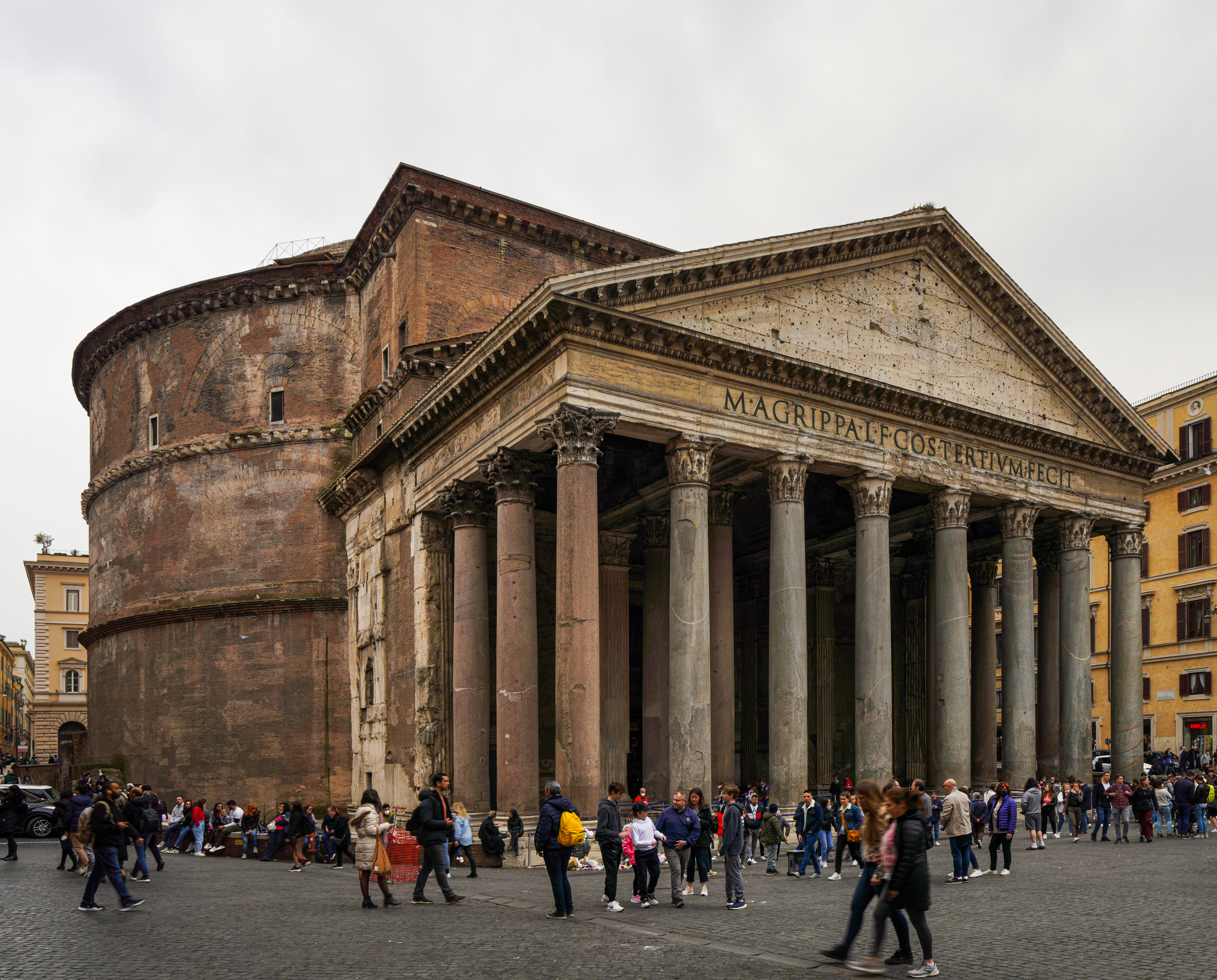
Panteon

W takim układzie przywódcy szczepów (łac. patres gentium) byli wielkimi właścicielami ziemskimi, tworzącymi potężną oligarchię, podczas gdy plebejusze składali się z robotników najemnych, drobnych handlarzy, rzemieślników i właścicieli niewielkich poletek.
Patrycjusze byli podzieleni na kurie, a jednostką podziału administracyjnego była tribus. Początkowo w Rzymie było ich trzy (Ramnes, Tities i Luceres). Rzymianie byli podzieleni także na 30 kurii. Tylko patrycjusze mieli obowiązek służby wojskowej. Każda kuria wystawiała 100 ludzi zbrojnych, a każda tribus 100 konnych.

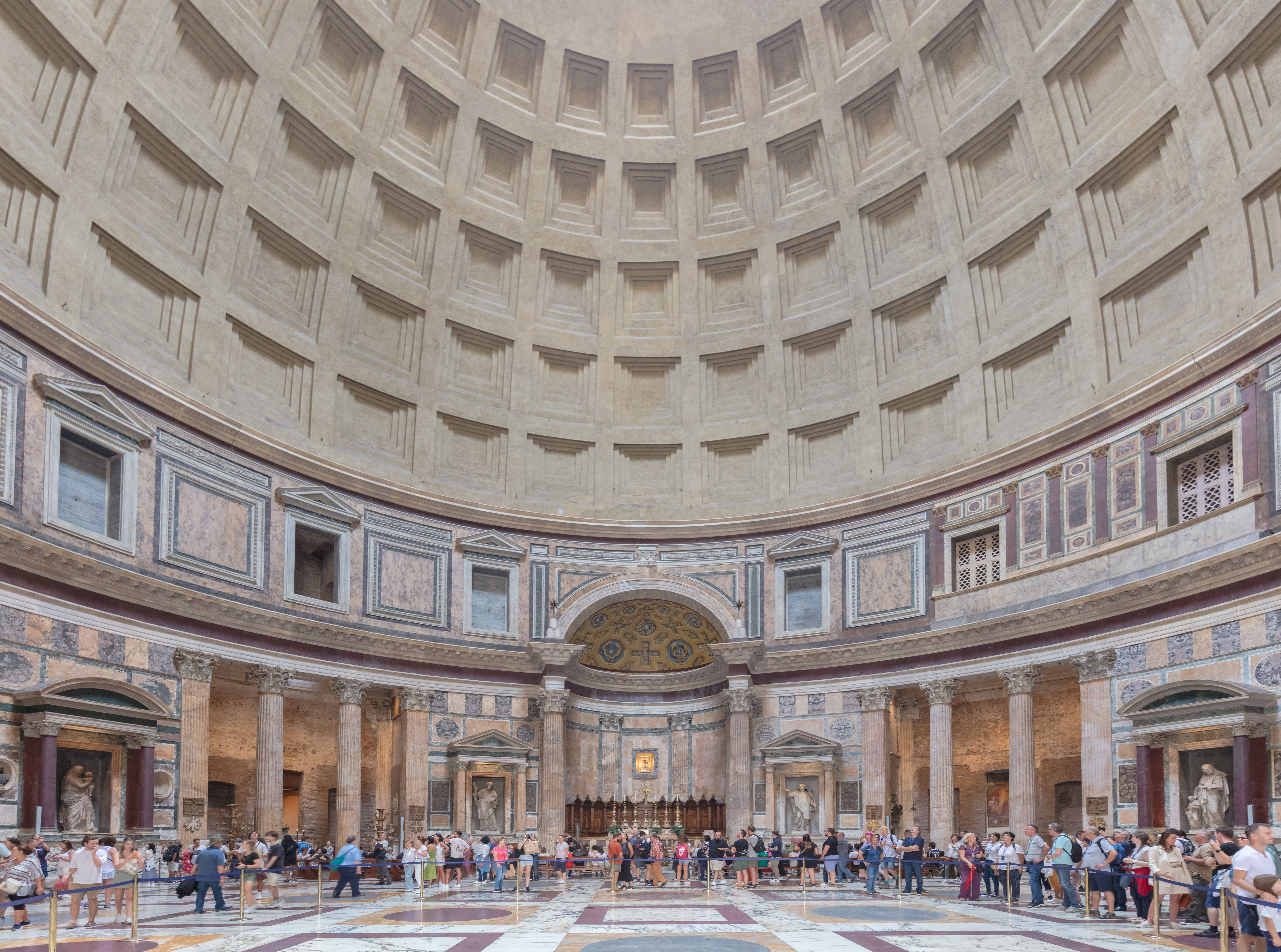
Wnętrze Panteonu

W pewnym momencie władzę w mieście zdobyli Etruskowie, prawdopodobnie około 616 p.n.e. Najprawdopodobniej trzech ostatnich rzymskich królów było pochodzenia etruskiego. Około 565 p.n.e. zostały zbudowane pierwsze mury dookoła miasta.

### Republika rzymska
Ostatni z dynastii Tarkwiniuszy z przydomkiem Pyszny (łac. Superbus) został wygnany przez mieszkańców w 508 p.n.e. za okrucieństwo, tyranię i despotyzm. Rozczarowani władzą królów Rzymianie wprowadzili ustrój republikański.
Około roku 450 p.n.e. ogłoszono „Prawa dwunastu tablic”. W 390 p.n.e. Rzym przeżył najazd Galów, czyli Celtów. Po tym wypadku zdecydowano się wybudować nowe mury obronne, które zaczęto wznosić w 378 p.n.e. (mury serwiańskie). W 312 p.n.e. rozpoczęto budowę pierwszej drogi rzymskiej via Appia i pierwszego akweduktu. W 293 p.n.e. został wprowadzony w Rzymie kult Eskulapa. W 289 p.n.e. założona została mennica w mieście w pobliżu świątyni Junony Moneta (Pamiętającej) – stąd nazwa pieniądza metalowego. W 264 p.n.e. odbyły się pierwsze igrzyska gladiatorów. W 220 p.n.e. została zbudowana via Flaminia, która łączyła Rzym z Adriatykiem.

Bazylika św. Piotra

Starożytny Rzym położony był na wzgórzach (collis, mons). Na północy wznosiło się wzgórze Pincius, na którym znajdowały się słynne ogrody Lukullusa (założone ok. 60 p.n.e.) i Salustiusza (powstałe po 45 p.n.e.). W 49 n.e. za panowania Klaudiusza wzgórze to, zwane Collis Hortulorum (pol. Wzgórze Ogrodów) zostało włączone w obręb murów Rzymu. Obok położone było wzgórze Kwirynał ze świątynią Kwirynusa, świątynią Słońca wzniesioną przez Aureliana i świątynią Flawiuszów wzniesioną przez Domicjana. Kwirynał był dzielnicą willi i pałaców. Na wzgórzu Wiminał cesarz Dioklecjan zbudował termy. Wzgórze Eskwilin zajmowały m.in. ogrody Mecenasa, Dom Złoty Nerona, Portyk Liwii (Oktawian August), termy (Tytusa i Trajana), łuk triumfalny (Galienus), akwedukty Klaudiusza. Na wzgórzu Celius w V w. n.e. Petroniusz Maksymus zbudował nowe forum. Palatyn był siedzibą Romulusa (Roma Quadrata), a potem dzielnicą najbogatszych rzymian i cesarskich pałaców. Wzgórze Kapitol było centrum religijnym Rzymu. Tu znajdowały się świątynia Jowisza Kapitolińskiego z końca VI w. p.n.e., gdzie przechowywano księgi sybillińskie, świątynia Junony i świątynia Minerwy. Wzgórze Awentyn zajmowała najbiedniejsza dzielnica Rzymu. Na Awentynie znajdowały się świątynie: Cerery, Libera i Libery, później także świątynia Minerwy, opiekunki rzemieślników, oraz archiwum gminy plebejskiej. Na prawym brzegu Tybru wznosiło się wzgórze Janikulum, które pozostawało poza murami miejskimi, dopiero w III w. n.e. cesarze Aurelian i Probus otoczyli część Janikulum murami.
Ludność wiejska, której ziemie zdewastował Hannibal w 219 p.n.e., masowo przenosiła się do miasta, za nimi podążyli niewolnicy i wyzwoleńcy. Ludność Rzymu szybko podniosła się do ponad pół miliona. Imigrantom nie brakowało pracy, miasto się rozbudowywało, konstruowano drogi, akwedukty, targowiska i świątynie. A wszystko to z podatków, które napływały z prowincji. W 167 p.n.e. została sprowadzona do Rzymu biblioteka Perseusza króla Macedonii, a w 161 p.n.e. zostali wysiedleni z miasta greccy filozofowie. W 142 p.n.e. powstał pierwszy kamienny most na Tybrze. W okresie cesarstwa brzegi Tybru były połączone mostami: Fabrycjusza, Agryppy, Aureliusza, Cestiusza, Emiliusza, Nerona i Probusa. W 46 p.n.e. została przeprowadzona (z inicjatywy Cezara) przez Sosigenesa reforma kalendarza rzymskiego.
W I w. p.n.e. armia rzymska, która była bardziej wierna swym dowódcom niż politykom, stworzyła okazję takim ludziom jak Gajusz Mariusz, Sulla, Pompejusz i Cezar, by mogli sięgnąć po władzę. W 44 p.n.e. Gajusz Juliusz Cezar, obaliwszy rządy Senatu, proklamował się dyktatorem permanentnym i miesiąc później zapłacił za to życiem. Przez 17 lat trwała wojna domowa, a w 27 p.n.e. August został pierwszym cesarzem. Był to koniec republiki rzymskiej.

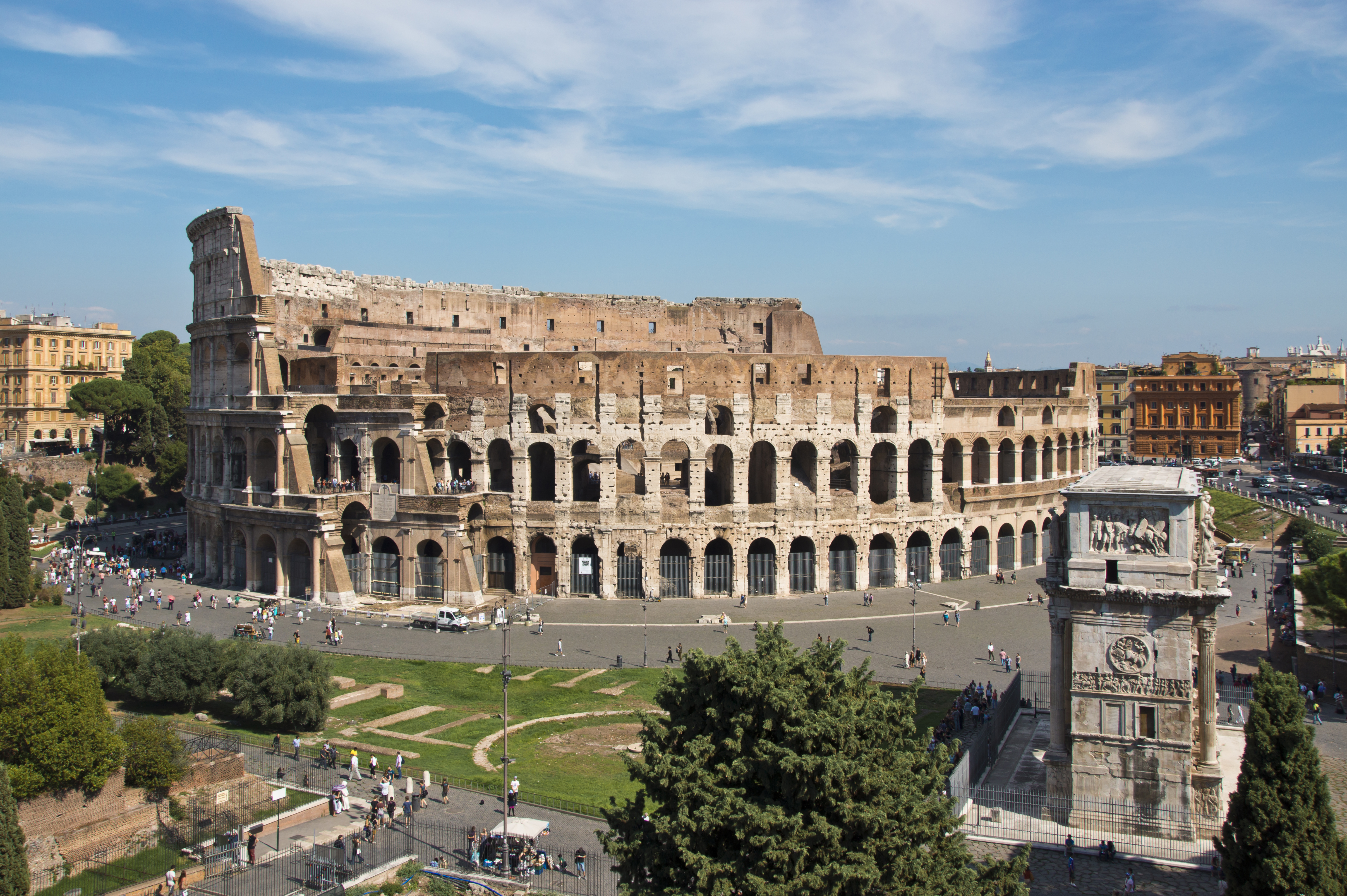
Koloseum

### Cesarstwo Rzymskie
W 27 roku p.n.e. Gajusz Oktawiusz otrzymał od senatu tytuł augusta (wywyższony przez bogów). Republika rzymska przekształcona została w państwo o systemie monarchicznym. Decyzję senatu przyjmuje się za początek cesarstwa rzymskiego.
W 59 roku n.e. cesarz Neron zorganizował igrzyska wzorowane na greckich. W 64 wybucha Wielki Pożar Rzymu, po którym rozpoczyna się odbudowa miasta. Rzym staje się jeszcze piękniejszy niż wcześniej. W 72 rozpoczęto budowę Koloseum, w 125 Panteonu, a w 216 zostają ukończone Termy Karakalli. Imperium do tego czasu rozrosło się do gigantycznych rozmiarów. W 212 otrzymują obywatelstwo rzymskie wszyscy jego mieszkańcy. W 247 celebrowano pierwsze tysiąclecie Rzymu. W latach 70. III w. n.e. zbudowano nowe mury miasta, zwane Murami Aureliana.
Do najstarszych części miasta należą:
- Forum Romanum
- Forum Boarium
- Pole Marsowe
- Via Appia.

Ok. 324 r. nad grobem Świętego Piotra przez Konstantyna Wielkiego wybudowana została wczesnochrześcijańska pięcionawowa bazylika. Świątynia o wymiarach 122,0 × 64,0 m zakończona była poprzeczną nawą – transeptem z przylegającą do niej absydą w osi nawy głównej. Od wschodu poprzedzało ją duże atrium z fontanną. W XVI w. zastąpiona została obecną bazyliką św. Piotra.
W roku 330 cesarz Konstantyn Wielki przeniósł stolicę Cesarstwa rzymskiego do Konstantynopola.
W 395 r. zmarł Teodozjusz I Wielki – ostatni cesarz, który rządził całym imperium. Po jego śmierci cesarstwo podzielone zostało między jego dwóch synów – na wschodniorzymskie ze stolicą w Konstantynopolu i zachodniorzymskie ze stolicą w Mediolanie, a potem w Rawennie. Imperium wschodnie – greckie przypadło Arkadiuszowi, zachodnie – łacińsko-romańskie otrzymał Honoriusz.
Od tego czasu rola Rzymu ulegała dalszej marginalizacji. Miasto zostało zdobyte przez Wizygotów pod wodzą Alaryka w 410 r. i przez północnoafrykańskich Wandalów w 455 roku. Za symboliczną datę upadku cesarstwa przyjmuje się 4 września 476 r., kiedy to Odoaker, dowódca germańskich najemników w służbie Rzymu, obalił cesarza Romulusa Augustulusa i został obwołany przez wojsko królem.

### Średniowiecze
Po upadku zbudowanego przez Rzymian imperium, miasto, razem z resztą Italii, przechodziło z rąk do rąk. W 500 roku dla upamiętnienia wizyty Teodoryka Wielkiego zorganizowano ostatni adventus, czyli uroczysty ceremoniał rzymski, realizowany z okazji przybycia cesarza do miasta. W 525 r. na polecenie papieża Jana I Dionizjusz Mały ustalił datę narodzin Jezusa Chrystusa w nowej tabeli paschalnej wzorowanej na tabeli Cyryla Aleksandryjskiego. Wprowadzony system obliczania czasu od narodzenia Jezusa Chrystusa a nie od założenia Rzymu był ostatnim znakiem całkowitego upadku cesarstwa rzymskiego.
W 546 roku Rzym zdobył król Ostrogotów Totila, zaś później na ponad 200 lat miasto znalazło się pod panowaniem Cesarstwa Bizantyjskiego. W połowie VIII w. stał się stolicą Państwa Kościelnego i siedzibą papieży. W 846 roku bazylika św. Piotra została ograbiona przez arabskich piratów, w związku z czym papież Leon IV nakazał zbudować wokół niej mury obronne. W ten sposób powstało tzw. „miasto leonowe”. W średniowieczu zależność od papiestwa była silniejsza bądź słabsza, siedziba papiestwa była też wielokrotnie przenoszona, m.in. do Awinionu.

### Historia nowożytna Rzymu
W czasie Wojny Ligi z Cognac niemiecko-hiszpańskie wojska Karola V zdobyły i złupiły Rzym (6–14 maja 1527). Wydarzenia te przeszły do historii jako Sacco di Roma. Barbarzyńskie zniszczenie miasta położyło kres epoce odrodzenia w Rzymie. W latach 1809–1814 Napoleon I wcielił miasto do Francji, następnie metropolia trafiła ponownie pod władzę papieży. Wreszcie w efekcie wojen zjednoczeniowych i likwidacji ponad 1000-letniego Państwa Papieskiego, w 1871 Rzym stał się stolicą zjednoczonych Włoch. W 1929 traktaty laterańskie ustanowiły między papiestwem a faszystowskim rządem Królestwa Włoch odrębność Państwa Watykańskiego, uznając jego niezależność i niepodległość.

## Geografia

### Klimat
Rzym znajduje się w strefie klimatu subtropikalnego typu śródziemnomorskiego, z łagodnymi zimami i ciepłymi, miejscami gorącymi latami. Średnia roczna temperatura wynosi 21 °C w dzień i 11 °C w nocy.
Średnia temperatura najchłodniejszych miesięcy – grudnia, stycznia i lutego wynosi 13 °C w dzień i 4 °C w nocy, zima pod względem temperatury i nasłonecznienia przypomina nieco październik w Polsce. Okres z letnimi temperaturami trwa pół roku, od maja do października. Dwa miesiące – kwiecień i listopad mają charakter przejściowy, ze średnią temperaturą około 17–19 °C w ciągu dnia i 8 °C podczas nocy, pod względem temperatury i nasłonecznienia przypominają nieco maj i wrzesień w Polsce.
Rzym ma 70–80 dni deszczowych rocznie dla wartości ⩾1 mm oraz około 130 dni deszczowych dla wartości ⩾0,1 mm, od średnio 2–7 dni deszczowych w lipcu i sierpniu, do 9–15 dni deszczowych w listopadzie. Miasto ma około 2500–2600 godzin czystej słonecznej pogody rocznie, od około 120 h (średnio 3–4 godziny dziennie, około 3 razy więcej niż w Polsce) w grudniu do ponad 330–350 h (średnio ok. 11 godzin czystego słońca na dobę) w lipcu. Średnia roczna wilgotność wynosi 75%, od 72% w lipcu do 77% w listopadzie. Temperatura morza waha się od około 14 °C w okresie styczeń-marzec do 24–25 °C od lipca do września.
| Miesiąc | Sty  | Lut  | Mar  | Kwi  | Maj  | Cze  | Lip  | Sie  | Wrz  | Paź  | Lis  | Gru  | Roczna |
| --- | ---- | ---- | ---- | ---- | ---- | ---- | ---- | ---- | ---- | ---- | ---- | ---- | ------ |
| Średnie temperatury w dzień [°C]                                                                                    | 11.6 | 12.6 | 15.5 | 19.0 | 23.6 | 28.3 | 31.1 | 31.6 | 27.0 | 22.7 | 17.4 | 12.9 | 21,2   |
| Średnie dobowe temperatury [°C]                                                                                     | 7.5  | 7.7  | 10.5 | 13.8 | 18.1 | 22.6 | 25.2 | 25.4 | 21.2 | 17.3 | 12.8 | 8.6  | 15,9   |
| Średnie temperatury w nocy [°C]                                                                                     | 3.2  | 3.2  | 5.6  | 8.7  | 12.9 | 17.0 | 19.5 | 19.7 | 16.0 | 12.3 | 8.5  | 4.5  | 11,0   |
| Opady [mm] | 91.8 | 83.2 | 74.3 | 77.9 | 78.7 | 45.9 | 26.8 | 30.8 | 65.5 | 78.8 | 126  | 111  | 890    |
| Średnia liczba dni z opadami                                                                                        | 12.9 | 11.6 | 11.6 | 13.0 | 11.0 | 9.1  | 7.1  | 6.9  | 11.0 | 11.0 | 15.0 | 13.9 | 134    |
| Średnie usłonecznienie [h]                                                                                          | 127  | 148  | 180  | 210  | 273  | 300  | 350  | 316  | 237  | 205  | 138  | 121  | 2605   |
| Źródło: climatebase.ru (liczba dni z opadami dla wartości 0,1 mm, wysokość 105 m n.p.m., 22 km od morza, 2000-2017) |      |      |      |      |      |      |      |      |      |      |      |      |        |

| Miesiąc | Sty  | Lut  | Mar  | Kwi  | Maj  | Cze  | Lip  | Sie  | Wrz  | Paź  | Lis  | Gru  | Roczna |
| --- | ---- | ---- | ---- | ---- | ---- | ---- | ---- | ---- | ---- | ---- | ---- | ---- | ------ |
| Średnie temperatury w dzień [°C]                                                                                         | 12.6 | 14.8 | 16.5 | 18.9 | 23.9 | 28.1 | 31.5 | 31.7 | 27.5 | 22.4 | 16.5 | 13.2 | 21,4   |
| Średnie dobowe temperatury [°C]                                                                                          | 7.4  | 8.4  | 10.4 | 12.9 | 17.3 | 21.2 | 24.2 | 24.5 | 20.9 | 16.4 | 11.2 | 8.2  | 15,3   |
| Średnie temperatury w nocy [°C]                                                                                          | 2.1  | 2.7  | 4.3  | 6.8  | 10.8 | 14.3 | 16.9 | 17.3 | 14.3 | 10.5 | 5.8  | 3.1  | 9,1    |
| Opady [mm] | 69.5 | 75.8 | 59.0 | 76.2 | 49.1 | 40.7 | 21.0 | 34.1 | 71.8 | 107  | 110  | 84.4 | 799    |
| Średnia liczba dni z opadami                                                                                             | 7.6  | 7.4  | 7.8  | 8.8  | 5.6  | 4.1  | 2.3  | 3.2  | 5.6  | 7.7  | 9.1  | 8.5  | 77,7   |
| Źródło: Servizio Meteorologico (liczba dni z opadami dla wartości 1 mm, wysokość 24 m n.p.m., 29 km od morza, 1971-2000) |      |      |      |      |      |      |      |      |      |      |      |      |        |

| Miesiąc | Sty  | Lut  | Mar  | Kwi  | Maj  | Cze  | Lip  | Sie  | Wrz  | Paź  | Lis  | Gru  | Roczna |
| --- | ---- | ---- | ---- | ---- | ---- | ---- | ---- | ---- | ---- | ---- | ---- | ---- | ------ |
| Średnie temperatury w dzień [°C]                                                                                        | 13.4 | 13.9 | 15.6 | 17.8 | 22.2 | 25.9 | 28.8 | 29.4 | 26.2 | 22.1 | 17.2 | 14.2 | 20,6   |
| Średnie dobowe temperatury [°C]                                                                                         | 8.6  | 9.0  | 10.7 | 12.9 | 17.1 | 20.8 | 23.6 | 24.1 | 21.1 | 17.1 | 12.4 | 9.6  | 15,6   |
| Średnie temperatury w nocy [°C]                                                                                         | 3.8  | 4.1  | 5.7  | 8.0  | 12.0 | 15.6 | 18.3 | 18.8 | 16.0 | 12.1 | 7.7  | 5.0  | 10,6   |
| Opady [mm] | 66.8 | 73.3 | 56.9 | 68.2 | 42.2 | 19.4 | 14.8 | 30.1 | 69.7 | 114  | 103  | 82.5 | 740    |
| Średnia liczba dni z opadami                                                                                            | 8.2  | 8.0  | 7.1  | 7.9  | 4.2  | 2.8  | 1.5  | 2.7  | 5.1  | 7.2  | 9.2  | 7.9  | 71,8   |
| Źródło: Servizio Meteorologico (liczba dni z opadami dla wartości 1 mm, wysokość 15 m n.p.m., 3 km od morza, 1971-2000) |      |      |      |      |      |      |      |      |      |      |      |      |        |

| Miesiąc                                                         | Sty  | Lut  | Mar  | Kwi  | Maj  | Cze  | Lip  | Sie  | Wrz  | Paź  | Lis  | Gru  | Roczna |
| --------------------------------------------------------------- | ---- | ---- | ---- | ---- | ---- | ---- | ---- | ---- | ---- | ---- | ---- | ---- | ------ |
| Średnie temperatury w dzień [°C]                                | 11.6 | 12.8 | 15.3 | 17.9 | 23.1 | 27.2 | 30.3 | 29.9 | 26.0 | 21.1 | 15.6 | 12.3 | 20,3   |
| Średnie dobowe temperatury [°C]                                 | 8.4  | 9.3  | 11.5 | 13.9 | 18.6 | 22.5 | 25.4 | 25.4 | 21.7 | 17.3 | 12.2 | 9.2  | 16,3   |
| Średnie temperatury w nocy [°C]                                 | 5.2  | 5.7  | 7.6  | 10.0 | 14.2 | 17.8 | 20.5 | 20.8 | 17.4 | 13.4 | 8.9  | 6.1  | 12,3   |
| Źródło: ISPRA (wysokość 56 m n.p.m., 24 km od morza, 1971-2000) |      |      |      |      |      |      |      |      |      |      |      |      |        |

| Sty  | Lut  | Mar  | Kwi  | Maj  | Cze  | Lip  | Sie  | Wrz  | Paź  | Lis  | Gru  | Rok  |
| ---- | ---- | ---- | ---- | ---- | ---- | ---- | ---- | ---- | ---- | ---- | ---- | ---- |
| 14,5 | 13,9 | 14,1 | 15,5 | 18,8 | 22,9 | 24,7 | 25,0 | 24,0 | 21,1 | 19,0 | 16,1 | 19,1 |

## Demografia

Rzym na mapie Miasta Stołecznego Rzym

Rzym liczy 2 869 461 mieszkańców wewnątrz centrum administracyjnego na powierzchni 1287 km², będąc trzecim co do wielkości miastem Unii Europejskiej po Berlinie i Madrycie. Zespół miejski liczy 3 970 000 mieszkańców, będąc siódmym co do wielkości zespołem miejskim w Unii Europejskiej po Paryżu, Zagłębiu Ruhry, Madrycie, Mediolanie, Barcelonie i Berlinie. Cała metropolia Rzym (obszar metropolitalny) ma ponad 4 mln mieszkańców, w zależności od źródeł: 4 008 095 mieszkańców według Organizacji Współpracy Gospodarczej i Rozwoju, 4 194 068 mieszkańców według Europejskiego Urzędu Statystycznego Eurostat, 4 293 100 mieszkańców według Brookings Institution. Miasto metropolitalne Rzym utworzone z terenów byłej prowincji o tej samej nazwie ma 4 331 856 mieszkańców.
Populacja samego miasta stanowi 48,8% populacji regionu Lacjum i 4,72% populacji Włoch. W 2009 roku około 270 tysięcy mieszkańców miasta (co stanowi około 10% ludności Rzymu) to osoby urodzone poza Włochami. Najwięcej imigrantów pochodzi z Rumunii (65 099 osób), Filipin (26 933 osoby) i Polski (12 679 osób).

## Gospodarka
W 2018 roku został sklasyfikowany na 65. miejscu wśród centrów finansowych świata, o 4 miejsca niżej, niż będący stolicą finansową Włoch Mediolan.
Rzym jest klasyfikowana jako metropolia o znaczeniu globalnym. Światowy ośrodek turystyczny z bardzo bogatymi zabytkami starożytności i średniowiecza (kościoły, bazyliki, Koloseum, pałace, akwedukty, fontanny i wiele innych budowli), niezwykle bogate muzea, nowoczesne osiedla mieszkaniowe na przedmieściach. W 1960 roku organizował Letnie Igrzyska Olimpijskie. W 2017 roku Rzym odwiedziło 9,5 mln turystów w ciągu roku. Znajdują się tu siedziby dwóch organizacji ONZ: organizacji do spraw Wyżywienia i Rolnictwa oraz Międzynarodowego Funduszu Rozwoju Rolnictwa.

## Znane miejsca w Rzymie
- Bazylika św. Jana na Lateranie
- Bazylika św. Pawła za Murami
- Bazylika św. Agnieszki za Murami
- Bazylika Matki Bożej Większej

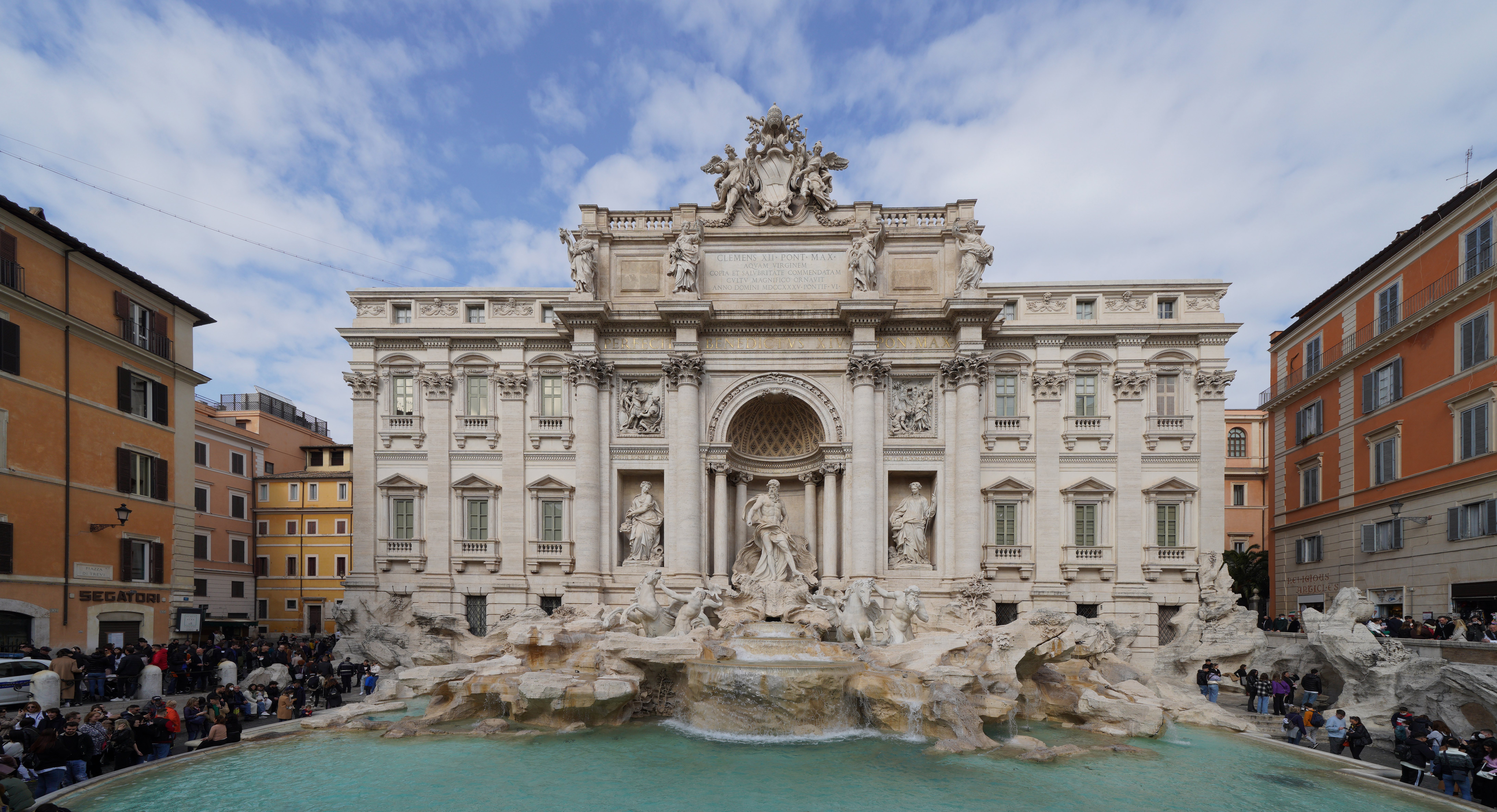
Fontanna di Trevi

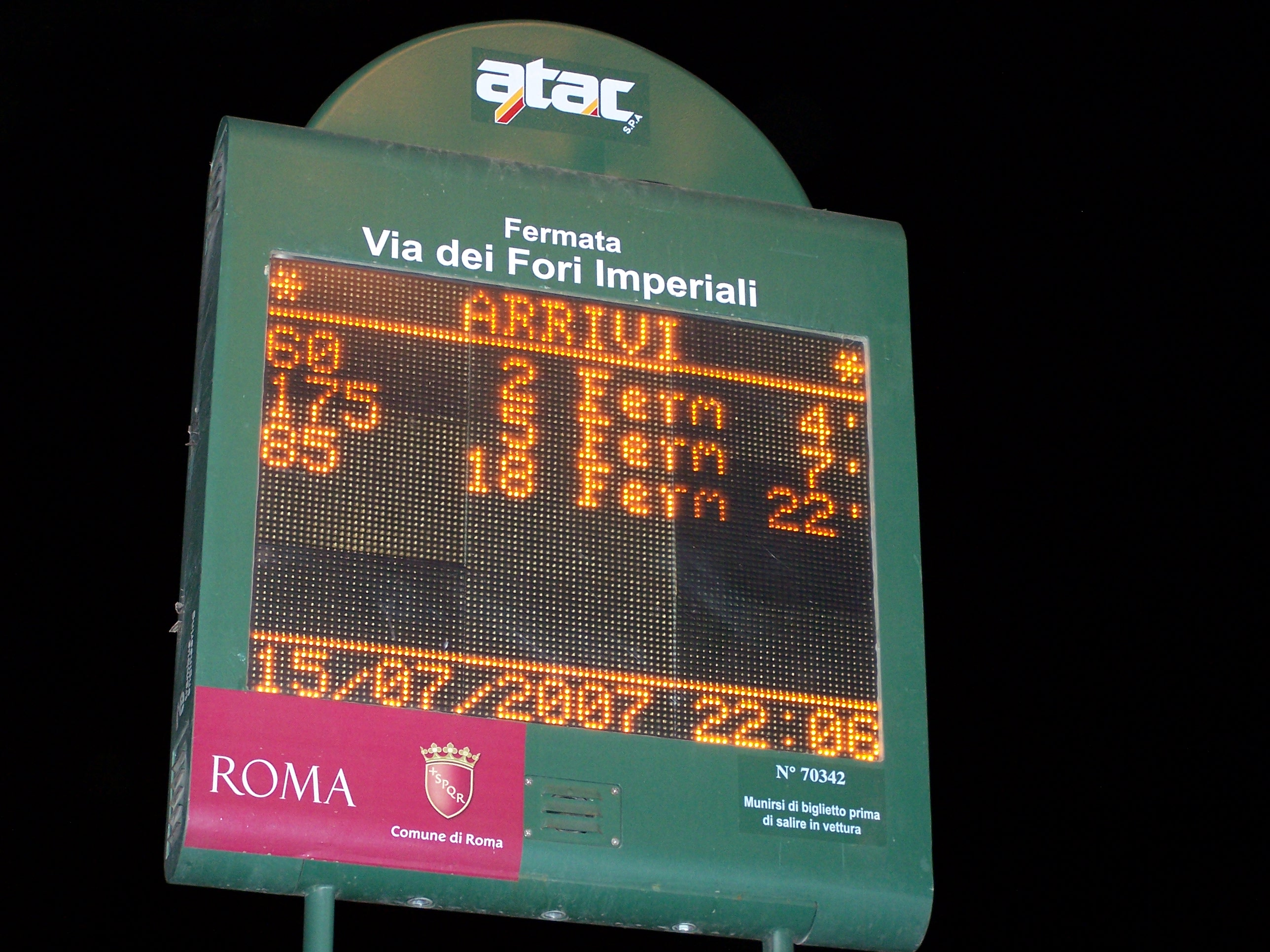
System informacji komunikacji miejskiej w Rzymie

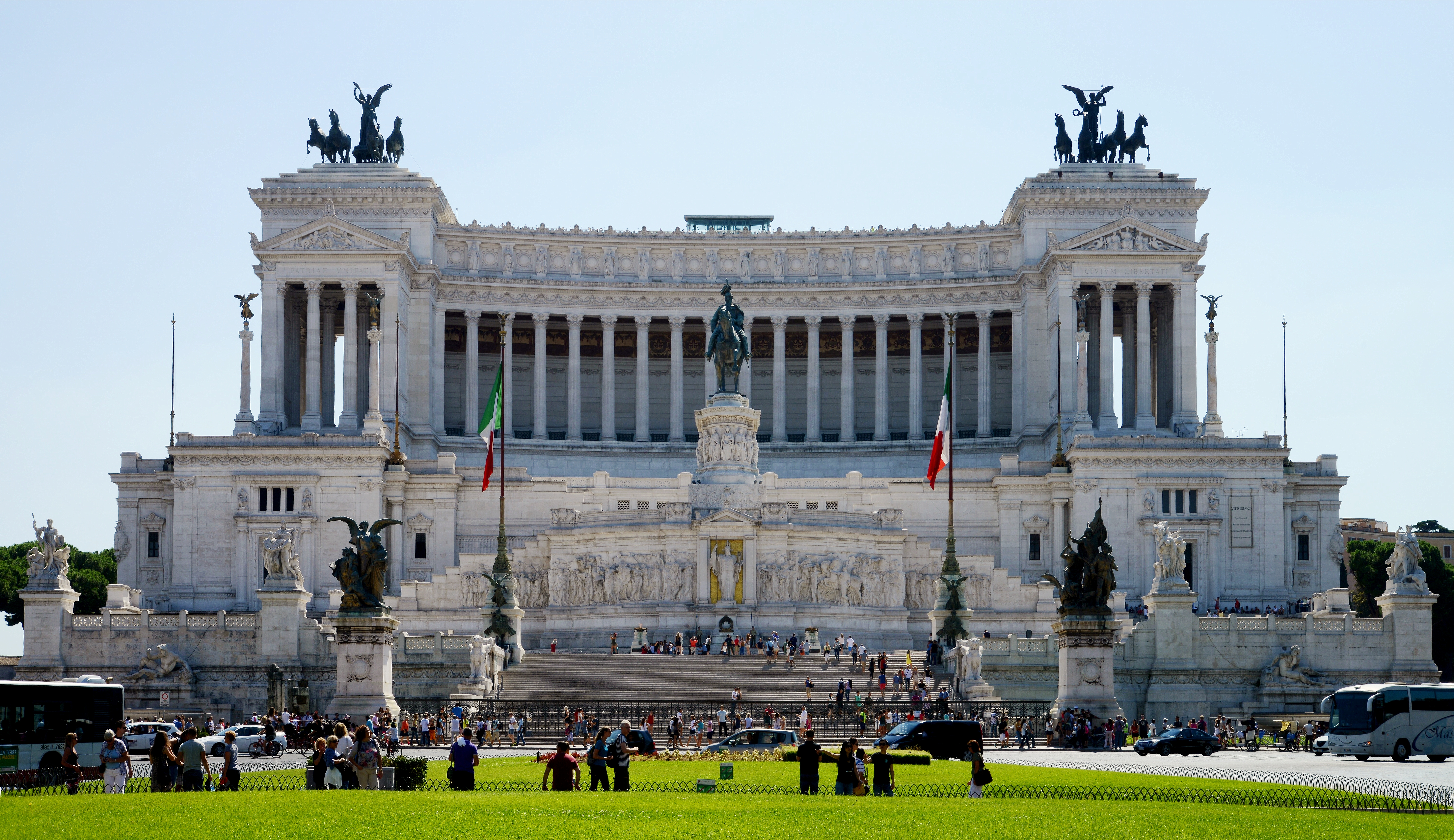
Il Vittoriano

- Campo de’ Fiori, miejsce spalenia na stosie Giordana Bruna
- Circus Maximus
- Cloaca Maxima
- Via del Corso
- Fontanna di Trevi
- Fontana delle Api w Rzymie
- Forum Boarium
- Forum Romanum
- Kapitol
- Koloseum
- Mauzoleum Augusta
- Ara Pacis
- Palatyn
- Panteon w Rzymie (jedyny obiekt starożytny całkowicie niezmieniony do dzisiaj)
- Piazza Navona
- Piazza del Popolo
- Piramida Cestiusza
- Plac Wenecki z pomnikiem Wiktora Emanuela II
- Pole Marsowe
- Rzymskie katakumby
- Schody Hiszpańskie
- Teatro Argentina
- Usta Prawdy
- Via Sacra
- Via Appia
- Watykan
- Zamek Świętego Anioła

## Transport

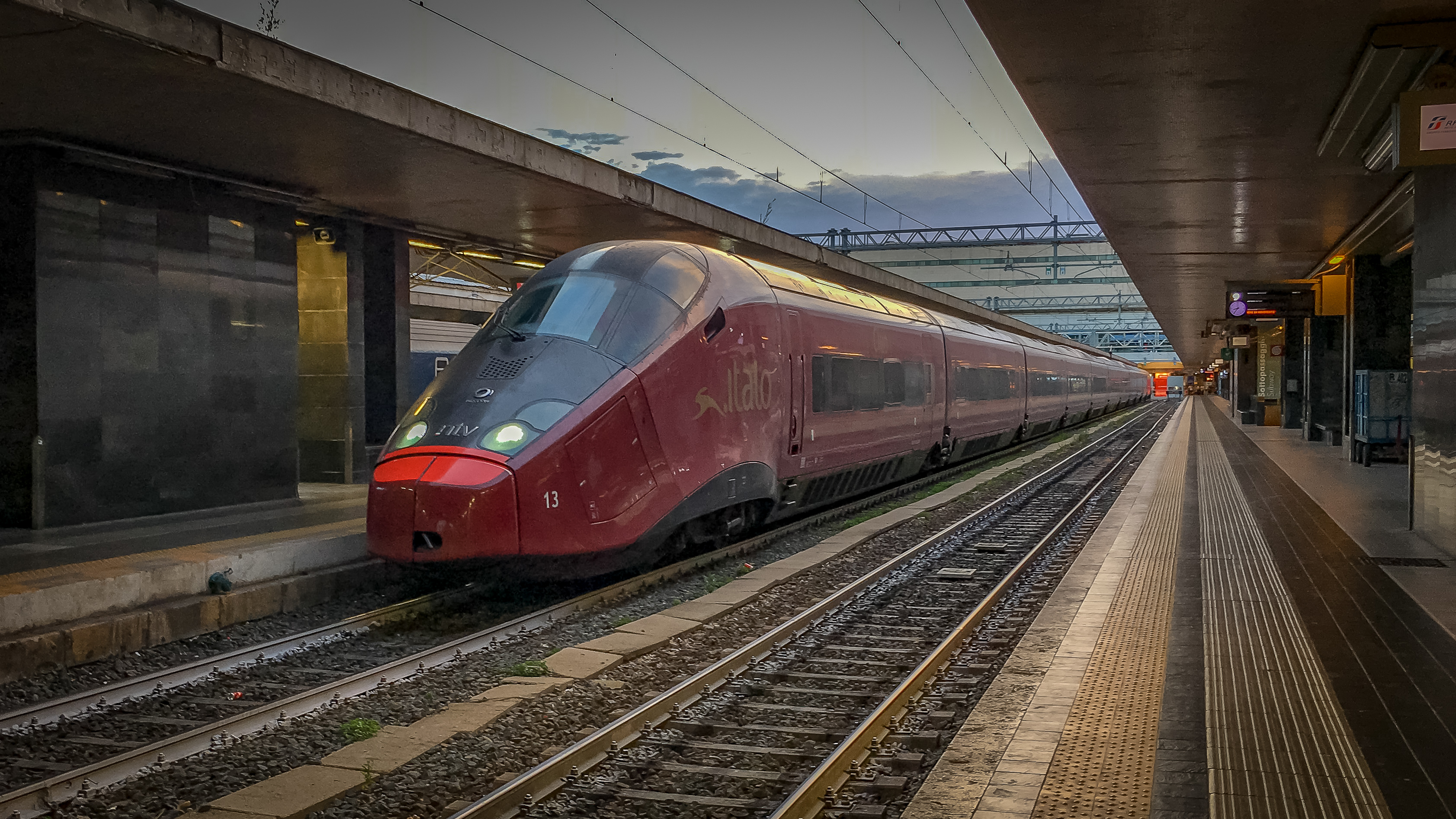
Pociąg wysokich prędkości na peronie na dworcu Roma Termini

### Transport kolejowy
Głównym dworcem osobowym jest Roma Termini, pozostałe to: Roma Capanelle, Roma Fidene, Roma Monte Mario, Roma Nomentana, Roma Ostiense, Roma Nuovo Salario, Roma Prenestina, Roma San Pietro, Roma Tiburtina, Roma Tor Sapienza, Roma Torricola, Roma Trastevere, Roma Valle Aurelia, Roma Villa Bonelli.
Rzym jest hubem dla kolei wysokich prędkości. Zaczynają się tu dwie główne linie przystosowane dla prędkości 250–300 km/h: linia kolejowa Roma – Napoli i linia kolejowa Firenze Rifredi – Roma, gdzie następnie poprzez linię Florencja – Bolonia, Rzym zyskał szybkie połączenie kolejowe z miastami na północy Włoch takimi jak Mediolan, Turyn czy Wenecja.

### Transport lotniczy
Rzym jest obsługiwany przez dwa międzynarodowe lotniska: port lotniczy Rzym-Ciampino, który obsłużył w 2017 roku 5,6 mln pasażerów oraz port lotniczy Rzym-Fiumicino, który obsłużył w 2017 roku 41 mln pasażerów.

### Transport wodny
W prowincji Rzym znajduje się duży port morski Port Civitavecchia, nazywany również Portem Rzym.

### Transport drogowy
Rzym przecinają trzy główne autostrady: A1 łącząca północną część Włoch (m.in. miasta Mediolan, Parma, Bolonia) z południową częścią (Neapol), A12 łącząca północno-zachodnią część Włoch (m.in. miasta Genua i Piza) z Rzymem oraz A24/A25 łącząca Rzym ze wschodnią częścią Włoch i Adriatykiem. Ponadto istnieją tu także dwie autostrady miejskie: A90 (Grande Raccordo Anulare) – obwodnica autostradowa oraz A91 łącząca centrum Rzymu z lotniskiem Rzym-Fiumicino. Jest tu również kilka dróg ekspresowych (Strade statali): SS1, SS2, SS3, SS4, SS5, SS6, SS7 i SS8.
Miasto przecinają również cztery trasy międzynarodowe: E35, E45, E80 oraz lokalna E821.

### Transport miejski
Przedsiębiorstwem świadczącym w Rzymie miejskie usługi transportowe jest ATAC. Działa od 1909 roku. ATAC obejmuje 254 linie autobusowe i 5798 przystanków autobusowych.
System transportu miejskiego w Rzymie stanowią:
- autobusy(inne języki),
- trolejbusy,
- tramwaje,
- metro,
- kolej podmiejska (aglomeracyjna)(inne języki):
  - Linie FL(inne języki): FL1, FL2, FL3, FL4, FL5, FL6, FL7, FL8 (operator Trenitalia)
  - Roma–Lido(inne języki), Roma–Giardinetti(inne języki), Roma–Civitacastellana–Viterbo(inne języki) (operator ATAC).

Metrebus Card to karta uprawniająca do korzystania z transportu publicznego.

## Sport
W Rzymie swoją siedzibę mają kluby sportowe takie jak AS Roma, S.S. Lazio, odbywały się tu również największe imprezy jak Letnie Igrzyska Olimpijskie 1960, Mistrzostwa Świata w Piłce Nożnej 1934 oraz Mistrzostwa Świata w Piłce Nożnej 1990, które swój finał miały na Stadio Olimpico. Rzym gościł uczestników uniwersjady w 1975 roku, a w 1987 rozgrywane były tu także lekkoatletyczne mistrzostwa świata.
Co roku w mieście odbywa się turniej tenisowy Internazionali d’Italia.

## Miasta partnerskie
Miasto partnerskie:
- Paryż, Francja (1956)

Miasta zaprzyjaźnione:
- Pekin, Chiny[35]
- Kraków, Polska[36]
- Nowy Jork, Stany Zjednoczone[37]
- Cincinnati, Stany Zjednoczone[34]
- Seul, Korea Południowa[38]
- Tokio, Japonia[39]
- Glasgow, Wielka Brytania
- Płowdiw, Bułgaria[34]
- Belgrad, Serbia[34]